# Elacatis formosanus
Elacatis formosanus es una especie de coleóptero de la familia Salpingidae.

## Distribución geográfica
Habita en la isla de Formosa.